# 十念寺 (須賀川市)
十念寺（じゅうねんじ）は、福島県須賀川市にある浄土宗の寺院。正式名称は、来迎山白道院十念寺。1592年の開基。

## 句碑・墓所
松尾芭蕉が「奥の細道」の旅の途中で須賀川を訪れた時によんだ「田植え歌」の碑がある。芭蕉は須賀川（原文では「すか川」と表記）の町を訪れ、この寺にも参拝した。この地の旧知の相良等躬（さがらとうきゅう）を訪ねた際に、等躬から、「白河の関ではどんな句ができましたか」と問われた芭蕉は、疲労と風景の優美さと懐旧の念で頭が一杯になってとっさに句が思い浮かばず、それでも一句もできないのでは寂しいと、ひねり出したのが、「風流の初めやおくの田植えうた」である。建立したのは、時代が下って江戸末期の女流俳人市原多代女（いちはらたよめ、あるいは「たよじょ」とも）である。市原多代女の句碑もある。その他、代参犬シロの犬塚、オリンピックマラソン銅メダル選手円谷幸吉のお墓などがある。

## 所在地
福島県須賀川市池上町101

## アクセス
JR東北本線須賀川駅から福島交通バスで15分、中町下車で徒歩5分

## 近在の施設
- 須賀川市立博物館
- 翠ヶ丘公園
- ムシテックワールド